# Pterostylis arenicola
Pterostylis arenicola là một loài thực vật có hoa trong họ Lan. Loài này được M.A.Clem. & J.Stewart miêu tả khoa học đầu tiên năm 1989.